# Melodifestivalen 2013
Melodifestivalen 2013 fue la 52.ª edición de la selección de la canción sueca para participar en el Festival de la Canción de Eurovisión 2013. En la final celebrada el 9 de marzo de 2013, Robin Stjernberg fue proclamado ganador con la canción "You".

## Estructura del concurso
El concurso tuvo un formato similar a los once años anteriores. En total hubo 32 participantes. Estas contribuciones se dividieron en diferentes semifinales y luego una final. En concreto, hubo cuatro semifinales y una ronda de segunda oportunidad previas a la final. En cada una de las semifinales hubo ocho participantes, de los que los dos ganadores se clasificaron directamente a la final, mientras que el tercero y el cuarto se clasificaron a la ronda de segundad oportunidad o Andra Chansen. Allí, se disputaron dos plazas extra para la final. Las cuatro semifinales se celebraron los días 2, 9, 16 y 23 de febrero. La ronda de segundad oportunidad se celebró el 2 de marzo, mientras que la gran final se celebró el 9 de marzo.

## Semifinales
Las semifinales se celebraron en Karlskrona, Gotemburgo, Skellefteå y Malmö, respectivamente. 

### 1º Semifinal: Karlskrona
La 1º Semifinal se celebró el 2 de febrero en el Telenor Arena de Karlskrona.
| # | Artista                | Canción                                           | Texto (t) / Música (m)                                                                             | Votos 1º ronda | Votos 2º ronda | Votos Total | Posición | Clasificación |
| - | ---------------------- | ------------------------------------------------- | -------------------------------------------------------------------------------------------------- | -------------- | -------------- | ----------- | -------- | ------------- |
| 1 | David Lindgren         | "Skyline" (Línea del horizonte)                   | Fernando Fuentes (m/t), Henrik Nordenback (m/t), Christian Fast (m/t)                              | 37.392         | 28.724         | 66.116      | 2        | FINAL         |
| 2 | Cookies 'N' Beans      | "Burning Flags" (Banderas en llamas)              | Fredik Kempe (m/t)                                                                                 | 16.246         | 14.193         | 30.439      | 3        | Andra chansen |
| 3 | Jay-Jay Johanson       | "Paris" (París)                                   | Jay-Jay Johanson (m/t)                                                                             | 5.526          | -              | 5.526       | 8        | Eliminado     |
| 4 | Mary N'diaye           | "Gosa" (Acurrucarse)                              | Johan Åsgärde (m/l), Mattias Frändå (m/t), Mary N’diaye (m/t)                                      | 12.997         | 10.439         | 23.436      | 5        | Eliminado     |
| 5 | Eric Gadd              | "Vi kommer aldrig att förlora" (Nunca perderemos) | Eric Gadd (m/t), Thomas Stenström (m/t), Jacob Olofsson (m/t)                                      | 12.881         | 14.047         | 26.928      | 4        | Andra chansen |
| 6 | YOHIO                  | "Heartbreak Hotel" (Hotel Desamor)                | Johan Fransson (m/t), Tobias Lundgren (m/t), Tim Larsson (m/t), Henrik Göranson (m/t), Yohio (m/t) | 76.905         | 78.211         | 155.116     | 1        | FINAL         |
| 7 | Anna Järvinen          | "Porslin" (Porcelana)                             | Björn Olsson (m/t), Martin Elisson (m/t)                                                           | 8.689          | -              | 8.689       | 7        | Eliminado     |
| 8 | Michael Feiner & Caisa | "We're Still Kids" (Somos aún niños)              | Michael Feiner (m/t), Caisa Ahlroth (m/t)                                                          | 12.098         | -              | 12.098      | 6        | Eliminado     |

### 2º Semifinal: Gotemburgo
La 2º Semifinal se celebró el 9 de febrero en el Scandinavium de Gotemburgo.
| # | Artista                      | Canción                                                                             | Texto (t) / Música (m)                                                                          | Votos 1º ronda | Votos 2º ronda | Votos Total | Posición | Clasificación |
| - | ---------------------------- | ----------------------------------------------------------------------------------- | ----------------------------------------------------------------------------------------------- | -------------- | -------------- | ----------- | -------- | ------------- |
| 1 | Anton Ewald                  | "Begging" (Rogando)                                                                 | Fredrik Kempe (m/t), Anton Malmberg Hård af Segerstad (m/t)                                     | 33.436         | 37.049         | 70.516      | 3        | Andra chansen |
| 2 | Felicia Olsson               | "Make Me No 1" (Hazme la Nº 1)                                                      | Henrik Wikström (m/l), Ingela "Pling" Forsman (m/l), Amir Aly (m/l), Maria Haukaas Mittet (m/l) | 19.559         | 35.490         | 55.049      | 5        | Eliminado     |
| 3 | Joacim Cans                  | "Annelie"                                                                           | Joacim Cans (m/t)                                                                               | 7.069          | -              | 7.069       | 8        | Eliminado     |
| 4 | Swedish House Wives          | "On Top Of The World" (En la cima del mundo)                                        | Peter Boström (m/t), Thomas G:son (m/t)                                                         | 17.172         | -              | 17.172      | 6        | Eliminado     |
| 5 | Erik Segerstedt & Tone Damli | "Hello Goodbye" (Hola y adiós)                                                      | Robin Fredriksson (m/l), Mattias Larsson (m/l), Måns Zelmerlöw (m/l)                            | 30.295         | 40.107         | 70.402      | 4        | Andra chansen |
| 6 | Louise Hoffsten              | "Only The Dead Fish Follow The Stream" (Solo los peces muertos siguen la corriente) | Louise Hoffsten (m/t), Sandra Bjurman (m/t), Stefan Örn (m/t)                                   | 33.074         | 50.947         | 84.021      | 2        | FINAL         |
| 7 | Rikard Wolff                 | "En förlorad sommar" (Un verano perdido)                                            | Tomas Andersson Wij (m/t)                                                                       | 7.785          | -              | 7.785       | 7        | Eliminado     |
| 8 | Sean Banan                   | "Copacabanana"                                                                      | Ola Lindholm (m/t), Sean Samadi (Sean Banan) (m/t), Hans Blomberg (m/t), Joakim Larsson (m/t)   | 79.428         | 64.314         | 143.724     | 1        | FINAL         |

### 3º Semifinal: Skellefteå
La 3º Semifinal se celebró el 16 de febrero en el Skellefteå Kraft Arena de Skellefteå.
| # | Artista            | Canción                                                   | Texto (t) / Música (m)                                                                  | Votos 1º ronda | Votos 2º ronda | Votos Total | Posición | Clasificación |
| - | ------------------ | --------------------------------------------------------- | --------------------------------------------------------------------------------------- | -------------- | -------------- | ----------- | -------- | ------------- |
| 1 | Eddie Razaz        | "Alibi" (Coartada)                                        | Thomas G:son (m/t), Peter Boström (m/t)                                                 | 19.476         | -              | 19.476      | 6        | Eliminado     |
| 2 | Elin Petersson     | "Island" (Isla)                                           | Elin Petersson (m/t)                                                                    | 7.494          | -              | 7.494       | 8        | Eliminado     |
| 3 | Ravaillacz         | "En riktig jävla schlager" (Un schlager bueno de narices) | Kjell Jangstig (m/t), Leif Goldkuhl (m/t), Henrik Dorsin (m/t)                          | 52.275         | 57.980         | 111.255     | 1        | FINAL         |
| 4 | Amanda Fondell     | "Dumb" (Tonto)                                            | Freja Blomberg (m/l), Fredrik Samsson (m/l)                                             | 18.488         | -              | 18.488      | 7        | Eliminado     |
| 5 | Martin Rolinski    | "In And Out Of Love" (Dentro y fuera del amor)            | Thomas G:son (m/t), Andreas Rickstrand (m/t)                                            | 29.246         | 41.780         | 71.026      | 3        | Andra chansen |
| 6 | Caroline af Ugglas | "Hon har inte" (Ella no tiene)                            | Caroline af Ugglas (m/t), Heinz Liljedahl (m/t)                                         | 29.450         | 29.114         | 58.594      | 4        | Andra chansen |
| 7 | State of Drama     | "Falling" (Cayendo)                                       | Göran Werner (m/t), Sebastian Hallifax (m/l), Emil Gullhamn (m/t), James Hallifax (m/t) | 40.803         | 39.256         | 80.059      | 2        | FINAL         |
| 8 | Janet León         | "Heartstrings" (Cuerdas del corazón)                      | Fredrik Kempe (m/t), Anton Malmberg Hård af Segerstad (m/t)                             | 22.348         | 27.903         | 50.251      | 5        | Eliminado     |

### 4º Semifinal: Malmö
La 4º Semifinal se celebró el 23 de febrero en el Malmö Arena de Malmö.
| # | Artista           | Canción                                                  | Texto (t) / Música (m)                                                                                 | Votos 1º ronda | Votos 2º ronda | Votos Total | Posición | Clasificación |
| - | ----------------- | -------------------------------------------------------- | --- | -------------- | -------------- | ----------- | -------- | ------------- |
| 1 | Army of Lovers    | "Rockin’ The Ride" (Sacudiendo el viaje)                 | Alexander Bard (m/t), Henrik Wikström (m/t), Per QX (m/t), Andreas Öhrn (m/t), Jean-Pierre Barda (m/t) | 16.687         | -              | 16.687      | 6        | Eliminado     |
| 2 | Lucia Piñera      | "Must Be Love" (Debe de ser amor)                        | Peter Kvint (m/t), Jonas Myrin (m/t)                                                                   | 9.219          | -              | 9.219       | 8        | Eliminado     |
| 3 | Robin Stjernberg  | "You" (Tú)                                               | Robin Stjernberg (m/t), Linnea Deb (m/t), Joy Deb (m/t), Joakim Harestad Haukaas (m/t)                 | 34.562         | 43.204         | 77.766      | 3        | Andra chansen |
| 4 | Sylvia Vrethammar | "Trivialitet" (Trivialidad)                              | Thomas G:son (m/t), Calle Kindbom (m/t), Mats Tärnfors (m/t)                                           | 13.609         | -              | 13.609      | 7        | Eliminado     |
| 5 | Ralf Gyllenhammar | "Bed On Fire" (Cama en llamas)                           | Ralf Gyllenhammar (m/t), David Wilhelmsson (m/t)                                                       | 43.609         | 49.616         | 93.225      | 2        | FINAL         |
| 6 | Behrang Miri      | "Jalla Dansa Sawa" (Venga a bailar)                      | Behrang Miri (m/t), Anderz Wrethov (m/t), Firas Razak Tuma (m/t), Tacfarinas Yamoun (m/t)              | 31.761         | 38.359         | 70.220      | 4        | Andra chansen |
| 7 | Terese Fredenwall | "Breaking the Silence" (Rompiendo el silencio)           | Terese Fredenwall (m/t), Simon Petrén (m)                                                              | 25.163         | 32.329         | 57.492      | 5        | Eliminado     |
| 8 | Ulrik Munther     | "Tell the World I'm Here" (Dile al mundo que estoy aquí) | Thomas G:son (m/t), Peter Boström (m/t), Ulrik Munther (m/t)                                           | 70.204         | 58.160         | 128.364     | 1        | FINAL         |

## Andra chansen
La ronda Andra chansen o de segunda oportunidad se celebró el 2 de marzo en el Löfbergs Lila Arena de Karlstad.
La mecánica de esta ronda cambió respecto a anteriores años. Los ocho participantes actuaron en el orden determinado por los productores, y tras una primera ronda de televoto se eliminó a tres participantes, como ocurre en las semifinales. Tras una segunda ronda se eliminó al quinto clasificado. Las cuatro canciones restantes se enfrentaron en duelos: la primera clasificada contra la cuarta, y la segunda clasificada contra la tercera. Las dos canciones ganadoras de los duelos se clasificaron a la final. 
| # | Artista                      | Canción                                           | Texto (t) / Música (m)                                                                    | Votos 1º ronda | Votos 2º ronda | Votos Total | Posición | Clasificación     |
| - | ---------------------------- | ------------------------------------------------- | ----------------------------------------------------------------------------------------- | -------------- | -------------- | ----------- | -------- | ----------------- |
| 1 | Robin Stjernberg             | "You" (Tú)                                        | Robin Stjernberg (m/t), Linnea Deb (m/t), Joy Deb (m/t), Joakim Harestad Haukaas (m/t)    | 58.025         | 35.535         | 93.560      | 2        | Duelo 2 FINAL     |
| 2 | Eric Gadd                    | "Vi kommer aldrig att förlora" (Nunca perderemos) | Eric Gadd (m/t), Thomas Stenström (m/t), Jacob Olofsson (m/t)                             | 14.164         | -              | 14.164      | 8        | Eliminado         |
| 3 | Caroline af Ugglas           | "Hon har inte" (Ella no tiene)                    | Caroline af Ugglas (m/t), Heinz Liljedahl (m/t)                                           | 35.234         | -              | 35.234      | 6        | Eliminado         |
| 4 | Behrang Miri                 | "Jalla Dansa Sawa" (Venga a bailar)               | Behrang Miri (m/t), Anderz Wrethov (m/t), Firas Razak Tuma (m/t), Tacfarinas Yamoun (m/t) | 56.165         | 29.618         | 85.734      | 4        | Duelo 1 Eliminado |
| 5 | Erik Segerstedt & Tone Damli | "Hello Goodbye" (Hola y adiós)                    | Robin Fredriksson (m/l), Mattias Larsson (m/l), Måns Zelmerlöw (m/l)                      | 42.425         | 28.098         | 70.523      | 5        | Eliminado         |
| 6 | Anton Ewald                  | "Begging" (Rogando)                               | Fredrik Kempe (m/t), Anton Malmberg Hård af Segerstad (m/t)                               | 66.965         | 31.696         | 98.661      | 1        | Duelo 1 FINAL     |
| 7 | Cookies 'N' Beans            | "Burning Flags" (Banderas en llamas)              | Fredik Kempe (m/t)                                                                        | 25.826         | -              | 25.826      | 7        | Eliminado         |
| 8 | Martin Rolinski              | "In And Out Of Love" (Dentro y fuera del amor)    | Thomas G:son (m/t), Andreas Rickstrand (m/t)                                              | 51.997         | 35.787         | 87.764      | 3        | Duelo 2 Eliminado |

### Duelos
|  | Duelos | Duelos                               | Duelos                 |                        |                       | Clasificados          | Clasificados | Clasificados |  |
|  |        |                                      |                        |                        |                       |                       |              |              |  |
|  |        |                                      |                        |                        |                       |                       |              |              |  |
|  | 1      | Behrang Miri "Jalla Dansa Sawa"      | 82,896                 |                        |                       |                       |              |              |  |
|  | 1      | Behrang Miri "Jalla Dansa Sawa"      | 82,896                 |                        |                       |                       |              |              |  |
|  | 2      | Anton Ewald "Begging"                | 105,890                |                        |                       |                       |              |              |  |
|  | 2      | Anton Ewald "Begging"                | 105,890                |                        | Anton Ewald "Begging" | Anton Ewald "Begging" | Final        |              |  |
|  |        |                                      |                        |                        | Anton Ewald "Begging" | Anton Ewald "Begging" | Final        |              |  |
|  |        |                                      | Robin Stjernberg "You" | Robin Stjernberg "You" | Final                 |                       |              |              |  |
|  | 1      | Robin Stjernberg "You"               | Robin Stjernberg "You" | Robin Stjernberg "You" | Final                 | 98,105                |              |              |  |
|  | 1      | Robin Stjernberg "You"               |                        |                        |                       | 98,105                |              |              |  |
|  | 2      | Martin Rolinski "In and Out of Love" | 95,930                 |                        |                       |                       |              |              |  |
|  | 2      | Martin Rolinski "In and Out of Love" | 95,930                 |                        |                       |                       |              |              |  |
|  |        |                                      |                        |                        |                       |                       |              |              |  |

## Final
La final se celebró el 9 de marzo en el Friends Arena de Solna, Estocolmo. Ocho de los 10 finalistas procedían de las cuatro semifinales celebradas en distintos puntos de Suecia, mientras que los otros dos fueron los mejores posicionados del Andra Chansen y, a la vez, vencedores de los duelos.
El ganador fue elegido por una combinación de votos del público y 11 grupos de jurados internacionales. El público y el jurado tenían adjudicado un total de 473 puntos cada uno. Cada grupo de jurado otorgó sus puntos de la siguiente manera: 1, 2, 4, 6, 8, 10 y 12 puntos a sus siete mejores canciones. Por otro lado, la votación pública se basó en el porcentaje de votos que ha alcanzado cada canción. Por ejemplo, si porcentualmente una propuesta obtenía un 10% del televoto, se le asignaban los puntos calculados del 10% de 473 redondeados a un número entero, esto es 47 puntos. En caso de empate, el voto del público prevalecía sobre el jurado.
Robin Stjernberg se alzó con la victoria tras obtener la mayor puntuación de los jurados internacionales y la segunda mayor puntuación del televoto. Se convirtió en el primer ganador de la historia del Melodifestivalen que procedía de la ronda Andra Chansen o de segunda oportunidad. 
| #  | Artista           | Canción                                                                             | Texto (t) / Música (m)                                                                             | Posición |
| -- | ----------------- | ----------------------------------------------------------------------------------- | -------------------------------------------------------------------------------------------------- | -------- |
| 1  | Ulrik Munther     | "Tell the World I'm Here" (Dile al mundo que estoy aquí)                            | Thomas G:son (m/t), Peter Boström (m/t), Ulrik Munther (m/t)                                       | 3        |
| 2  | David Lindgren    | "Skyline" (Línea del horizonte)                                                     | Fernando Fuentes (m/t), Henrik Nordenback (m/t), Christian Fast (m/t)                              | 8        |
| 3  | State of Drama    | "Falling" (Cayendo)                                                                 | Göran Werner (m/t), Sebastian Hallifax (m/l), Emil Gullhamn (m/t), James Hallifax (m/t)            | 9        |
| 4  | Anton Ewald       | "Begging" (Rogando)                                                                 | Fredrik Kempe (m/t), Anton Malmberg Hård af Segerstad (m/t)                                        | 4        |
| 5  | Louise Hoffsten   | "Only The Dead Fish Follow The Stream" (Solo los peces muertos siguen la corriente) | Louise Hoffsten (m/t), Sandra Bjurman (m/t), Stefan Örn (m/t)                                      | 5        |
| 6  | Ralf Gyllenhammar | "Bed On Fire" (Cama en llamas)                                                      | Ralf Gyllenhammar (m/t), David Wilhelmsson (m/t)                                                   | 7        |
| 7  | Ravaillacz        | "En riktig jävla schlager" (Un schlager bueno de narices)                           | Kjell Jangstig (m/t), Leif Goldkuhl (m/t), Henrik Dorsin (m/t)                                     | 10       |
| 8  | Sean Banan        | "Copacabanana"                                                                      | Ola Lindholm (m/t), Sean Samadi (Sean Banan) (m/t), Hans Blomberg (m/t), Joakim Larsson (m/t)      | 6        |
| 9  | Robin Stjernberg  | "You" (Tú)                                                                          | Robin Stjernberg (m/t), Linnea Deb (m/t), Joy Deb (m/t), Joakim Harestad Haukaas (m/t)             | 1        |
| 10 | YOHIO             | "Heartbreak Hotel" (Hotel Desamor)                                                  | Johan Fransson (m/t), Tobias Lundgren (m/t), Tim Larsson (m/t), Henrik Göranson (m/t), Yohio (m/t) | 2        |

### Resultados
| Draw | Canción                                | Chipre | España | Italia | Islandia | Malta | Ucrania | Israel | Francia | Reino Unido | Croacia | Alemania | Jurado puntos | Televoto/SMS | Televoto/SMS | Televoto/SMS | Total | Posición |
| Draw | Canción                                | Chipre | España | Italia | Islandia | Malta | Ucrania | Israel | Francia | Reino Unido | Croacia | Alemania | Jurado puntos | Votos        | %            | Puntos       | Total | Posición |
| ---- | -------------------------------------- | ------ | ------ | ------ | -------- | ----- | ------- | ------ | ------- | ----------- | ------- | -------- | ------------- | ------------ | ------------ | ------------ | ----- | -------- |
| 1    | "Tell the World I'm Here"              | 6      | 6      | 12     | 8        | 6     | 2       | -      | 12      | 12          | 8       | 10       | 82            | 152,989      | 9.4%         | 44           | 126   | 3        |
| 2    | "Skyline"                              | 4      | 4      | -      | 2        | 12    | 6       | 8      | 8       | -           | 1       | 12       | 57            | 41,724       | 2.6%         | 12           | 69    | 8        |
| 3    | "Falling"                              | -      | 10     | 4      | 4        | 2     | 8       | 10     | 1       | 6           | 4       | 1        | 50            | 62,586       | 3.7%         | 18           | 68    | 9        |
| 4    | "Begging"                              | 8      | -      | -      | 10       | 10    | 1       | 2      | -       | 4           | 10      | 4        | 49            | 205,144      | 12.5%        | 59           | 108   | 4        |
| 5    | "Only the Dead Fish Follow The Stream" | 2      | 12     | 6      | -        | -     | -       | 4      | 6       | -           | -       | 6        | 36            | 170,374      | 10.4%        | 49           | 85    | 5        |
| 6    | "Bed on Fire"                          | -      | -      | 1      | 6        | -     | 12      | 6      | -       | 8           | -       | -        | 33            | 139,081      | 8.5%         | 40           | 73    | 7        |
| 7    | "En riktig jävla schlager"             | -      | 2      | -      | 1        | -     | -       | -      | 2       | 1           | -       | 2        | 8             | 111,264      | 6.7%         | 32           | 40    | 10       |
| 8    | "Copacabanana"                         | 12     | -      | 8      | -        | 1     | -       | -      | 4       | 10          | 2       | -        | 37            | 142,558      | 8.7%         | 41           | 78    | 6        |
| 9    | "You"                                  | 1      | 8      | 10     | 12       | 8     | 10      | 12     | 10      | -           | 12      | 8        | 91            | 260,776      | 15.8%        | 75           | 166   | 1        |
| 10   | "Heartbreak Hotel"                     | 10     | 1      | 2      | -        | 4     | 4       | 1      | -       | 2           | 6       | -        | 30            | 358,133      | 21.1%        | 103          | 133   | 2        |

### Audiencias
| Evento        | Fecha                 | Total de espectadores | Nº Votos (Teléfono/SMS) |
| ------------- | --------------------- | --------------------- | ----------------------- |
| Semifinal 1   | 2 de febrero de 2013  | 3.605.000             | 329.695                 |
| Semifinal 2   | 9 de febrero de 2013  | 3.705.000             | 458.516                 |
| Semifinal 3   | 16 de febrero de 2013 | 3.552.000             | 419.319                 |
| Semifinal 4   | 23 de febrero de 2013 | 3.556.000             | 469.106                 |
| Andra Chansen | 2 de marzo de 2013    | 3.230.000             | 900.898                 |
| Final         | 9 de marzo de 2013    | 4.126.000             | 1.644.628               |